# Båtdävert
För sänghjälpmedlet, se Sängdävert

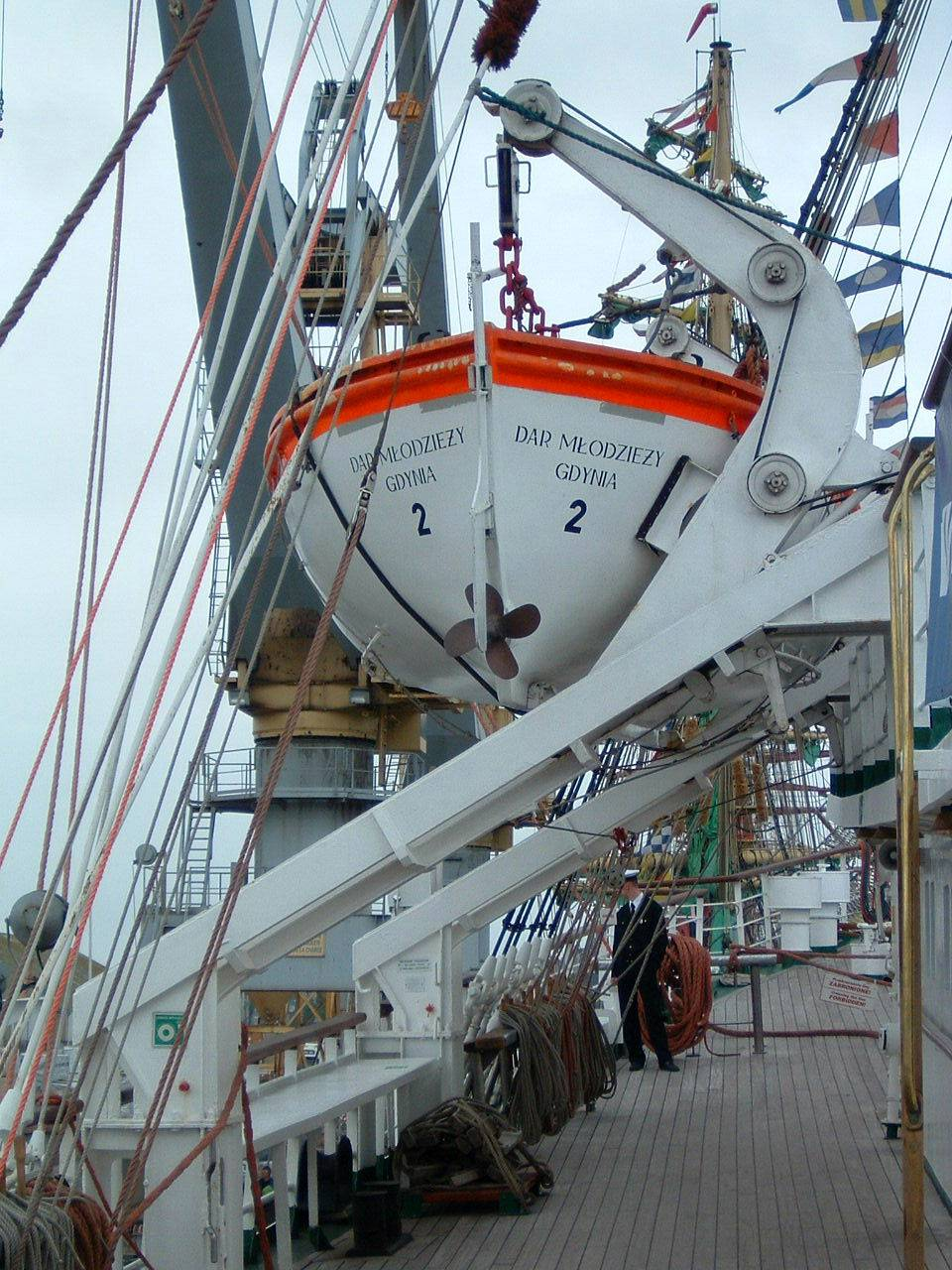
Dävert med livbåt med tvåpunktsfäste på det polska skolfartyget Dar Młodzieży, byggt 1982

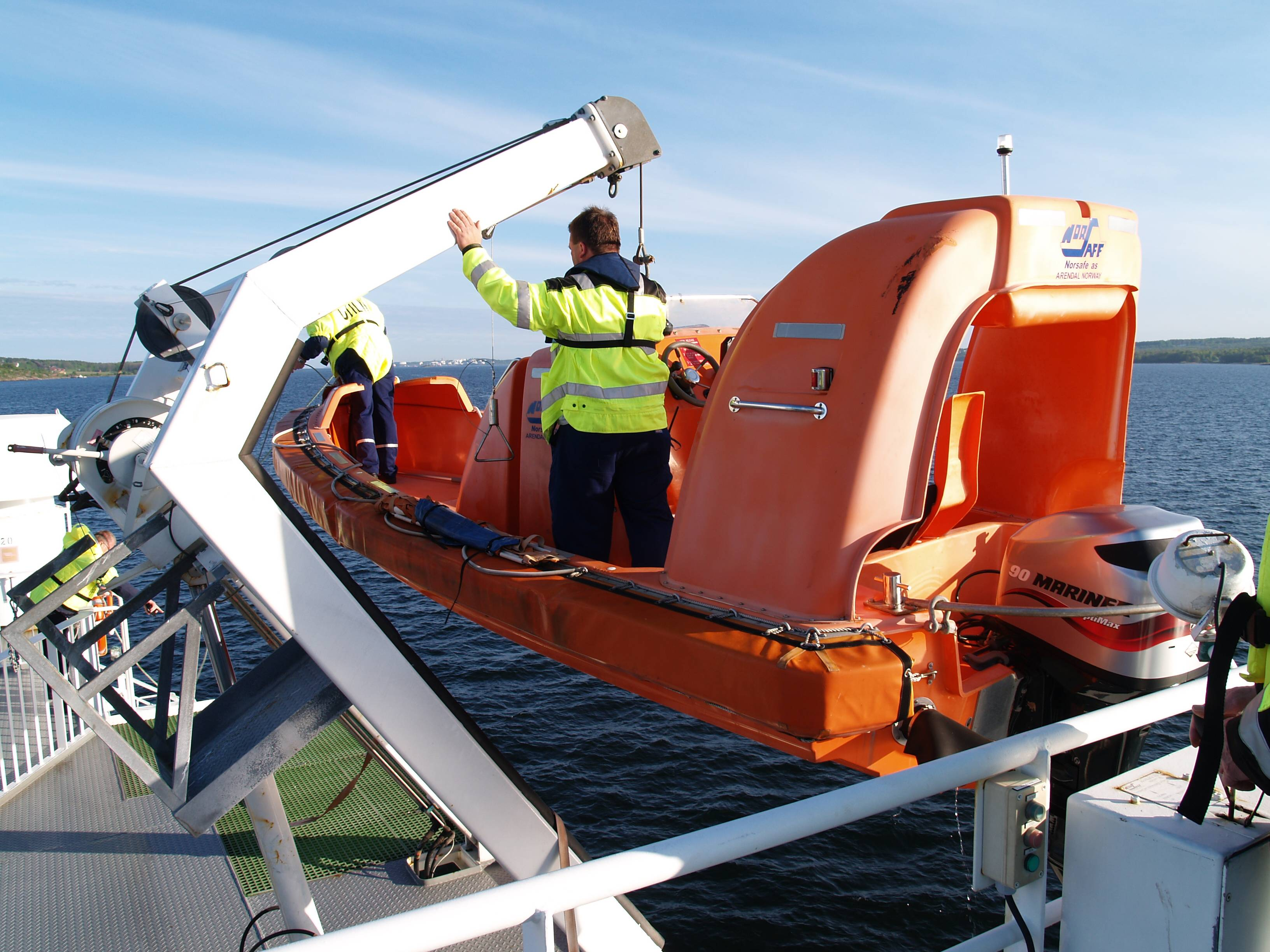
Sänkning med hjälp av dävert med enpunktsfäste av en Norsafe sexpersoners MOB-båt med utombordsmotor från färjan Boknafjord i Horten i Norge

Båtdävert är en lyftanordning, med vilken mindre båtar som livbåtar, MOB-båtar, skeppsbåtar eller jollar sjösätts från och ombordtas till ett större fartyg. Detta sker på ett fartyg utefter dess långsida. På mindre fartyg och större båtar kan båtdäverten vara monterad på akterdäck, varvid jollen hänger över akterspegeln. 

## Jollbom
En jollbom är en bom avsedd för att lyfta jollar eller andra skeppsbåtar.